# 4704 Sheena
A 4704 Sheena (ideiglenes jelöléssel 1988 BE5) a Naprendszer kisbolygóövében található aszteroida. Robert H. McNaught fedezte fel 1988. január 28-án.